# Ochropleura elevata
Ochropleura elevata är en fjärilsart som beskrevs av Pierre E.L. Viette 1958. Ochropleura elevata ingår i släktet Ochropleura och familjen nattflyn. Inga underarter finns listade i Catalogue of Life.